# Heinrich Bersina von Siegenthal
Freiherr Heinrich Bersina von Siegenthal (* 18. Februar 1762; † 21. Dezember 1831 in Wien) war k. k. General der Kavallerie, Ritter des Maria-Theresia-Ordens, k.k. Vizehofkriegspräsident und zuletzt zweiter Inhaber des Kürassierregiments Nr. 1.

## Leben
Er wurde in der Wiener-Neustädter Militär-Akademie ausgebildet und kam von dort als Unterlieutenant zu Chevauxlegers Nr. 5 (Kinsky). Er nahm am 8. Türkenkrieg teil und konnte sich dort bereits auszeichnen, als er die Kavallerie sammelte und einen Flussübergang sichern konnte. Seine Leistungen wurden auch von Kaiser Joseph und später auch Kaiser Franz bemerkt. So kam er 1798 als Major und Flügeladjutant zu Erzherzog Karl. Im gleichen Jahr wurde er zum Oberstlieutenant befördert, in das Kürassier-Regiment Nr. 4 (Kavanagh) versetzt und zum Oberst befördert. 1801 kam er in das Ulanen-Regiment Nr. 3 (Erzherzog Carl), wo er durch eine schnelle Ausbildung auf sich aufmerksam machte. Am 1. September 1805 wurde er mit Rang vom 8. Februar 1804 zum Generalmajor ernannt. Er kämpfte im Dritten  Koalitionskrieg mit dem Regiment in Italien. Sein Aufgabe war die Verbindung zwischen der italienischen und Tiroler Armee zu gewährleisten. Hier zeichnete er sich am  19. Oktober 1805 in den Kämpfen an der Flitscher Klause und am 21. Oktober bei Pontebba aus.
Im Fünfen  Koalitionskrieg war er 1809 Brigadier der Kavallerie im Korps Liechtenstein. In der Schlacht bei Aspern am 21. Mai 1809 stand er in der Reserve. Er schlug den Angriff der französischen Reiterei auf die österreichischen Karrees nach Eßlingen zurück. Auch am 22. Mai zeichnete er sich aus, dafür erhielt er von Erzherzog Karl am 23. Mai noch auf Schlachtfeld den Maria-Theresia-Orden. Außerdem wurde er am 27. Mai 1809 zum Feldmarschall-Lieutenant ernannt und kam als Divisionär in das Korps Hohenzollern. Am 5. und 6. Juli 1809 konnte er sich bei Wagram erneut auszeichnen.
Am 20. April 1810 erhielt er den erbländischen Freiherrenstand. Im Jahr 1812 wurde er zweiter Inhaber des Kürassierregiments Nr. 1. Während Napoleons Russlandfeldzug stand er bei den österreichischen Hilfstruppen. Die Anstrengungen ruinierten seine Gesundheit. Am 7. Februar 1813 stand er in Warschau, Siegenthal übergab die Stadt an den russischen General-Lieutenant Baron Korff. Die Franzosen und Sachsen zogen sich zurück, die Österreicher gingen nach Krakau. 1813 kam er als kommandierender General nach Slavonien und Sirmien. Dort wurde er im November 1827 zum General der Kavallerie befördert. 1831 wurde er zum k.k. Vizehofkriegspräsidenten ernannt, starb aber am Ende des Jahres.

## Familie
Bersina von Siegenthal heiratete am 11. August 1801 die Gräfin Augusta von Hennin (* 9. Januar 1769; † 1834). Das Paar hatte mehrere Kinder:
- Amalie (* 13. Juni 1802; † 14. April 1879) ⚭ 20. Juni 1820 Bartholomäus von Testa (* 5. September 1788; † 19. Juli 1849)[4]
- Eduard (* 13. Januar 1805; † 14. Januar 1879), Feldmarschall-Lieutenant
- Franziska (* 25. Oktober 1807; † 17. Dezember 1875)[5] ⚭ 1826 Franz Adam Gramont von Linthal (* 1. August 1798; † 19. Juni 1849), k.k. Generalmajor